# Jack Mitchell (Fotograf)

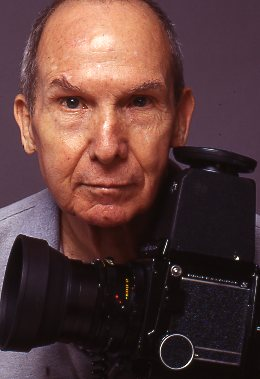
Selbstporträt

Jack Mitchell (* 13. September 1925 in Key West, Florida; † 7. November 2013 in New Smyrna Beach, Florida) war ein amerikanischer Fotograf, der durch seine Fotografien amerikanischer Tänzer, Künstler, Schauspieler, Musiker und Schriftsteller Bekanntheit erlangte.

## Leben und Wirken

### Frühe Jahre
Mitchells Familie zog 1932 nach New Smyrna Beach in Florida. Bereits mit elf Jahren begann Jack Mitchell zu fotografieren. Zuerst assistierte er seiner Schwester bei Arbeiten in der Dunkelkammer und konnte anschließend eigene Fotografien im Daytona News Journal und New Smyrna Beach News veröffentlichen. Bereits mit 15 Jahren wurde er für seine Fotografien bezahlt, nachdem er eine Prüfung bestanden hatte und somit der jüngste Fotograf Floridas war. Sein erstes national veröffentlichtes Fotoporträt erschien zu dieser Zeit in The Complete Photographer.
Nach seiner Dienstzeit als Fotograf in der U.S. Army in Florenz und Venedig zog Mitchell 1950 von Florida nach New York City, wo er sich auf Anraten des Tänzers und Choreographen Ted Shawn auf das Thema Tanz konzentrierte. 1957 traf er Robert Pavlik (1932–2009), der zu seinem Geschäfts- und Lebenspartner wurde.

### Karriere
Von 1960 bis 1970 war Jack Mitchell der offizielle Fotograf für das American Ballet Theatre. Ferner machte er Aufnahmen für die Tanzgruppen Boston Ballet, Les Grands Ballets Canadiens, Pennsylvania Ballet, Houston Ballet, Martha Graham Dance Company, New York City Ballet und die Paul Taylor Dance Company. Fotografien international führender Gruppen erschienen in der New York Times und dem Dance Magazine. In der New York Times erschienen seine Bilder von 1970 bis 1995. Als er sein New Yorker Studio am 17. Dezember 1995 schloss, widmete ihm die Zeitung einen ganzseitigen Artikel.

### Porträtierte Persönlichkeiten
Zu den von Jack Mitchell häufig in Schwarzweiß porträtierten Persönlichkeiten, deren Bilder in führenden Zeitungen und Zeitschriften veröffentlicht wurden, gehören beispielsweise Leonard Bernstein, Truman Capote, Keith Haring, Alfred Hitchcock, Rudolf Nurejew, Meryl Streep, John Updike, Andy Warhol, Tennessee Williams sowie Natalie Wood.
Mitchells Porträts von John Lennon und Yoko Ono wurden am 2. November 1980, kurz vor Lennons Tod, in Mitchells Studio in der East 74th Street für die New York Times aufgenommen und ein Motiv im Dezember 1980 in der Lennon Memorial Edition der Zeitschrift People veröffentlicht. Zwölf Fotografien von Lennon und Ono sind in Yoko Onos Buch veröffentlicht: John Lennon: Summer of 1980. Es erschien 1983 in New York.
Jack Mitchell lebte und arbeitete zuletzt wieder in New Smyrna Beach, Florida.

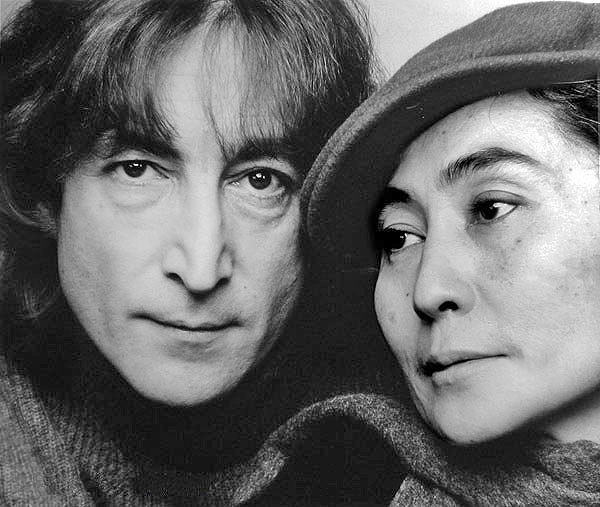
John Lennon und Yoko Ono (1980)
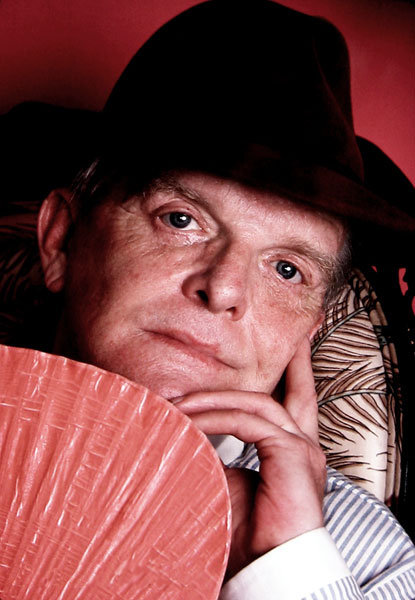
Truman Capote (1980)
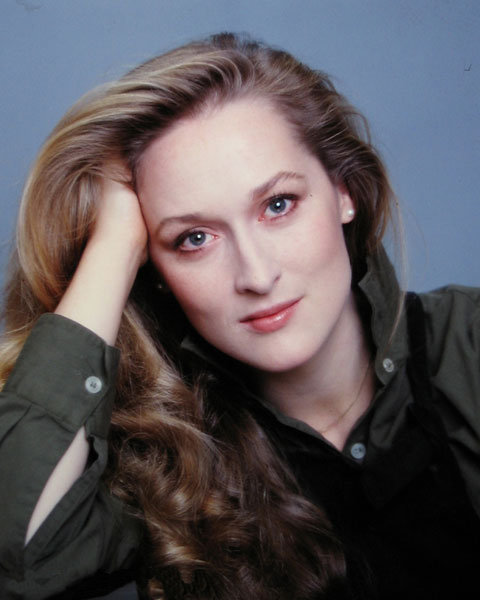
Meryl Streep (zwischen 1976 und 1979)
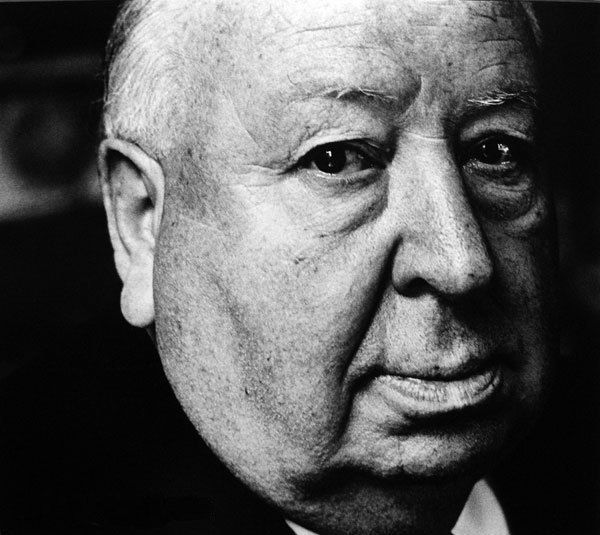
Alfred Hitchcock
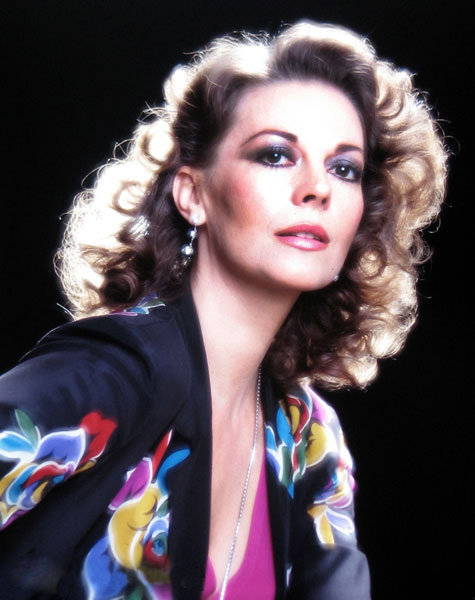
Natalie Wood (1979)
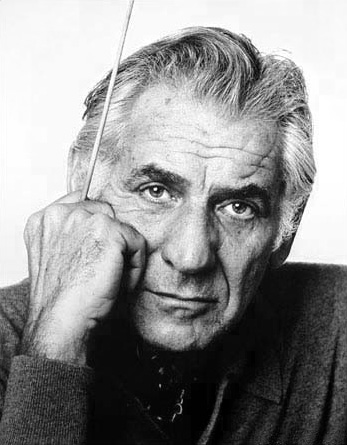
Leonard Bernstein
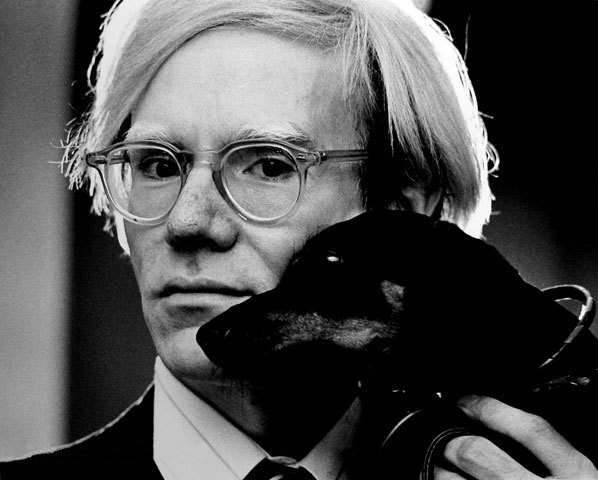
Andy Warhol (1973)
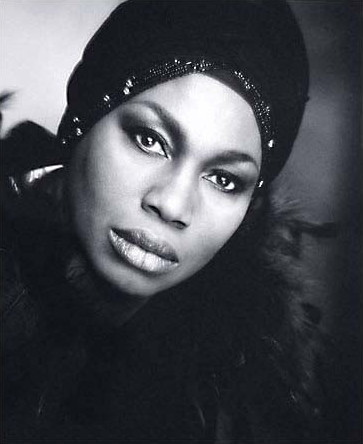
Leontyne Price (1981)
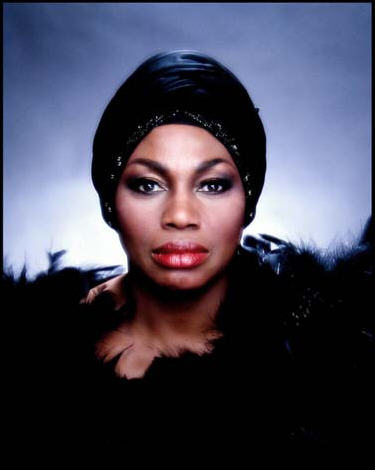
Leontyne Price (1994)
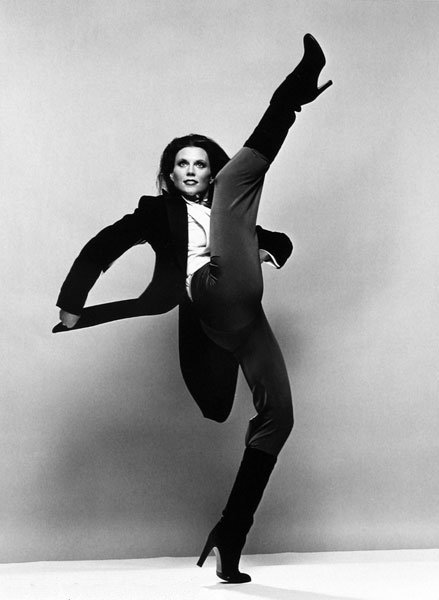
Ann Reinking

## Sammlungen
Jack Mitchells Werk ist in der Smithsonian Institution sowie im Baltimore Museum of Art vertreten.

## Veröffentlichungen
- American Dance Portfolio. Dodd, Mead, New York 1964.
- Dance Scene U.S.A.: America's Greatest Ballet and Modern Dance Companies in Photographs. World Publishing, Cleveland 1967.
- Alvin Ailey American Dance Theater: Jack Mitchell Photographs. Andrews and McMeel, Kansas City 1993, ISBN 0-8362-4508-3.
- Icons and Idols: A Photographer's Chronicle of the Arts, 1960–1995. Amphoto, New York 1998, ISBN 0-8174-4025-9.

## Film
Craig Highbergers Dokumentarfilm aus dem Jahr 2006 über Mitchells Leben und Werk mit dem Titel Jack Mitchell: My Life Is Black And White zeigt eine große Anzahl seiner Fotografien und enthält Interviews mit vielen porträtierten Personen wie Edward Albee, Clive Barnes, Merce Cunningham, Patti LuPone und Ned Rorem.